# 알렉산드르 레베데프
알렉산드르 예브게니예비치 레베데프(러시아어: Алекса́ндр Евге́ньевич Ле́бедев, 1959년 12월 16일~)는 러시아의 사업가이다.
그는 러시아에서 가장 많은 재산을 소유한 사람 중 한 명이며, 러시아 정치에도 진출해 있다. 아에로플로트의 주식을 러시아 신문 노바야 가제타와 영국 신문인 이브닝 스탠더드, 인디펜던트를 소유하고 있다. 2008년에는 포브스 지가 선정한 세계 부호 순위 358위에 올랐다.

## 유년기와 국가보안위원회
레베데프는 1959년 소비에트 연방 모스크바에서 태어났다. 그의 아버지인 예브게니 레베데프는 모스크바에 있는 바우만 고등기술학교의 교수였으며, 어머니는 모스크바 제3학교에서 영어를 가르쳤다. 레베데프는 1977년 모스크바 국립 국제관계 대학교 소속 경제학부에 들어갔으며, 졸업 후인 1982년부터는 세계 사회주의 경제 대학교에서 박사 과정을 공부하기 시작했다. 레베데프는 박사 과정을 공부하던 도중 국가보안위원회 소속 해외공작 전담부서로 옮겼다. 그는 런던에서 경제 담당 정보를 맡아 일했으며, 국가보안위원회가 해체된 뒤, 부서가 해외정보국로 이름을 바꾼 1992년까지 일했다. 레베데프의 개인 사이트에 의하면, 그의 임무 중 하나는 러시아의 자본 유출을 감시하는 것이었다고 밝혔다.

## 경제 활동
해외정보국에서 나온 뒤, 레베데프는 러시아 투자재정 회사라는 작은 회사를 설립했다. 그는 곧 국가 예비 은행(National Reserve Bank)이라는 작은 회사를 인수한 뒤, 재정 문제를 해결하고 규모를 확장시켜 러시아에서 가장 큰 은행 중 하나인 알파 은행으로 발전시켰다. 알파 은행은 1998년 러시아 경제 위기에서도 살아남았으며, 현재 러시아 항공사인 아에로플로트의 주식 30%와 유전회사인 가즈프롬의 주식 일부를 소유하고 있다.
레베데프는 영국에도 진출하여 2010년 재정난을 겪고 있던 신문 인디펜던트를 인수하였다.

## 정치 활동
레베데프는 2003년 모스크바 시장과 하원 의원 선거에 나갔다. 레베데프는 시장 선거에서는 유리 루시코프에게 패배했으나, 하원 의원 선거에서는 당선되어 2007년까지 일했다. 그는 처음에 소속당이었던 조국 당을 벗어나 집권당이었던 통일 러시아로 옮기기도 했으나, 조국당이 중도 사회주의 성향의 정당인 '정의로운 러시아(Справедли́вая Росси́я)'에 합병된 이후 '정의로운 러시아'로 자리를 옮겼다. 레베데프는 하원 의원으로 재직하던 중 독립 국가 연합 관련 하원 위원회 부위원장을 맡았었다.
레베데프는 과거 소비에트 연방의 대통령이었던 고르바초프와도 함께 일하고 있으며, 자유주의 성향의 신문인 노바야 가제타의 주식 49%를 소유하고 있다. 그는 2004년 노바야 가제타 소속 기자이던 안나 폴릿콥스카야가 암살당하자, 수사를 위해 2,500만 루블을 제공했다.